# 王涛 (1967年)
王涛（1967年4月9日—），男，辽宁大连人，中国足球运动员，在足坛被称为大王涛（区别于另一个1970年出生的王涛），曾经多次入选国家队。

## 生平
1994年第一届职业联赛，仍然是军人身份的王涛却得以返回家乡大连，帮助大连万达夺得了首届联赛的冠军后又返回了八一队。1996年，他以创中国足球转会纪录的身价加盟北京国安，到2000年又返回八一。
2002年赛季结束后，王涛正式挂靴并成为八一队的助理教练。但是八一2003年后即降级解散，2004年王涛转去湖南湘军担任助理教练。此后，他先后担任了陕西国力、广西天基和安徽九方等球队的主教练，但是都因为各种原因被俱乐部解约。